# 상명초등학교
상명초등학교(祥明初等學校)는 대한민국 서울특별시 노원구에 있는 사립 초등학교이다.

## 학교 연혁
- 1964년 2월 6일 : 개교
- 1976년 : 한국교육개발원 지정시범학교
- 1994년 : 노원구 중계동 신축교사 이전, 대한민국 건축문화 대상 아름다운 학교 수상
- 1998년 : 학교경영 우수학교 표창
- 2000년 : 열린교육 우수학교 표창
- 2001년 : 학교법인 예인학원 분리 인가
- 2024년 2월 6일 : 개교 60주년

## 참고 자료
- 상명초등학교 - 한국교육학술정보원 학교알리미

## 근접한 학교
- 상명중학교
- 상명고등학교